# Omikron Ophiuchi
Omikron Ophiuchi (ο Ophiuchi , förkortat Omikron Oph, ο Oph) som är stjärnans Bayerbeteckning, är en dubbelstjärna belägen i den södra delen av stjärnbilden Ormbäraren. Den har en skenbar magnitud på 5,2 och är synlig för blotta ögat där ljusföroreningar ej förekommer. Baserat på parallaxmätning inom Hipparcosuppdraget på ca 11 mas, beräknas den befinna sig på ett avstånd av ca 290 ljusår (90 parsek) från solen.

## Egenskaper
Primärstjärnan i Xi Ophiuchi är en gulvit stjärna i huvudserien av spektralklass G8III. Den har en följeslagare av skenbar magnitud 6,8 och spektraltyp F6IV-V.